# Provvedimento giurisdizionale
Un provvedimento giurisdizionale, in diritto, è un provvedimento emanato dal giudice nell'esercizio della funzione giurisdizionale e, quindi, nell'ambito di un processo (il che lo fa rientrare nella categoria degli atti processuali).

## Tipologie
Il più importante provvedimento giurisdizionale è la sentenza, con la quale il giudice definisce in tutto o in parte la controversia che gli è stata sottoposta (funzione decisoria).
In ordinamenti dove è prevista la giuria la sentenza è pronunciata dal giudice togato e risolve le sole questioni di diritto, mentre le questioni di fatto sono precedentemente risolte dalla giuria con la pronuncia del verdetto.

## Nel mondo

### Italia
L'ordinamento giuridico italiano conosce tre tipi di provvedimento giurisdizionale: la sentenza, l'ordinanza e il decreto. Poiché le norme processuali dettano una disciplina autonoma per ciascun tipo di provvedimento, ben pochi sono gli elementi comuni a tutti: si possono ricordare l'efficacia soggettiva, limitata alle parti del processo (o ai loro eredi e aventi causa), e l'idoneità a fungere da titolo esecutivo ai sensi dell'art. 474, n. 1, del codice di procedura civile. Il principale provvedimento giurisdizionale, la sentenza, assolve la tipica funzione decisoria del giudice, mentre ordinanza e decreto svolgono di regola funzioni meramente preparatorie o complementari (cosiddetta funzione ordinatoria).
In certi casi, però, anche ordinanze o decreti possono avere carattere decisorio, che gli conferisce natura sostanziale di sentenza. Ciò può avvenire per scelta del legislatore dettata da ragioni di opportunità, per errore del legislatore o per errore del giudice (che utilizza, ad esempio, la forma dell'ordinanza per decidere su questioni che dovrebbero essere oggetto di una sentenza). In tutti questi casi si ritiene che, in base al principio di prevalenza della sostanza sulla forma, il provvedimento debba seguire lo stesso regime d'impugnazione delle sentenze e possa, quindi, essere impugnato con ricorso per cassazione, ai sensi dell'art. 111 della Costituzione italiana (fermi restando gli altri mezzi d'impugnazione eventualmente offerti dall'ordinamento). D'altra parte, la Corte di cassazione (sentenza SS. UU. civili n. 390 del 2011) ha affermato che, quando il giudice emana erroneamente in forma di sentenza un provvedimento che avrebbe dovuto avere altra forma, il provvedimento stesso può essere impugnato con i mezzi previsti per le sentenze, vigendo in questo caso il principio dell'apparenza, volto ad assicurare maggiore certezza alle parti nella scelta del mezzo di impugnazione.
La sentenza è l'unico provvedimento emanato "nel nome del popolo italiano". Sentenza e ordinanza condividono l'obbligo di motivazione; il decreto, invece, deve essere motivato nei soli casi previsti dalla legge (vedi art. 135, co. 4, c.p.c. e art. 125, co. 3, c.p.p.).  La sentenza, inoltre, è suscettibile di passare in giudicato, possibilità che invece non sussiste per ordinanza e decreto, a meno che non abbiano natura sostanziale di sentenza.